# 地舒單抗
地舒單抗（通用名：denosumab，台灣商品名：Prolia（保骼麗）與 Xgeva（癌骨瓦））是一种人类单克隆抗体，用于治疗骨质疏松症、治疗其他疾病導致的骨质流失、骨骼转移、骨骼巨细胞瘤。本藥物由生技公司安進（Amgen）开发，屬於RANKL抑制劑，可以抑制蝕骨細胞的發育。低血钙是本藥的禁忌症。最常见的副作用是四肢关节和肌肉疼痛。

## 適應症
Denosumab用於患有骨質疏鬆症而有高風險發生骨折者、因某些藥物導致骨質流失者、癌症發生骨骼轉移者。

### 癌症
2012年的一項整合分析發現，地諾單抗在降低癌症患者骨折風險方面優於安慰劑、唑来膦酸（zoledronic acid）和帕米膦酸（pamidronate）。

### 骨質疏鬆症
對於停經後的骨質疏鬆症患者，它降低了骨折的風險，但增加了感染的風險。 2013年的一项回顧研究認為本藥物是合理的治療， 而2017年的一项回顧研究則未发现男性受益。

## 副作用
最常见的副作用是手臂或腿部的关节和肌肉疼痛。此外，下述狀況的風險增加：感染（例如蜂窝组织炎）、低血钙、过敏性反应、颌骨骨壞死和非典型股骨骨折。另一个试验顯示，由於皮膚感染，湿疹與住院率显着增加。有人認為使用denosumab治疗時，感染的增加可能与RANKL在免疫系统的作用有关； 辅助型T细胞表現RANKL，據信参与树突细胞的成熟。
停止使用denosumab時，骨骼代謝作用會反彈性增高。在罕見的情形下這可能造成嚴重高血鈣，尤其是在兒童。停止治疗后，有可能发生脊椎骨椎体压迫性骨折。

## 禁忌症与藥物交互作用
低钙血症患者禁用本药。在开始denosumab治疗之前，病人血中的钙和维生素D必須維持足夠水平。目前缺少与其他药物相互作用的資料。目前認為denosumab似乎沒有臨床重要的藥物交互作用。
地舒單抗的作用，是降低導致蝕骨細胞過度分解骨質的激素信息，在體內有用時間約為六個月。與雙磷酸鹽藥物相似者在於，地舒單抗似乎增加了拔牙後或手術後的下顎骨壞死的風險；但雙磷酸鹽不同處在於denosumab此風險在注射後約6個月降至零。所以在這段期間应避免牙科方面的侵入性醫療。

## 作用機轉
人体的骨骼會持續地去除旧的骨组织並以新的骨骼組織取代（骨骼重塑，bone remodeling）。此過程有多種細胞參與，主要是成骨细胞（分泌新骨）和蝕骨细胞（破坏骨骼）。骨骼中還有骨細胞存在。
前蝕骨细胞（pre-osteoclast）會發育為蝕骨细胞。前蝕骨細胞有表面受体，称为RANK（NK-κB受体激活物）。RANK是肿瘤坏死因子受体（TNFR）家族的成员，被RANKL（RANK-Ligand）激活。成骨細胞表面有RANKL，可活化RANK，促进前蝕骨细胞成熟為破骨细胞。
地舒單抗可以與RANKL結合，使其無法刺激前蝕骨細胞成熟。這就像是骨保護素（osteoprotegetrin，一種內生性RANKL抑製劑）的天然作用；在骨質疏鬆症的患者，骨保護素的濃度降低（甚至親和力也降低）。地舒單抗的作用可以保護骨骼免於分解以對抗病情惡化。

## 藥物管理與批准

### 美国
2009年8月13日，安进公司与美国食品和药物管理局（FDA）的生殖健康藥物諮詢委員會（Advisory Committee for Reproductive Health Drugs，ACRHD）舉行會議，以審查denosumab的潛在用途。
2009年10月，FDA以需要更多資料為由，延遲了denosumab的批准。
2010年6月2日，FDA核准denosumab用于具有骨质疏松风险的停经后妇女 ，商品名为Prolia。于2010年11月以Xgeva之名，用於治療實體腫瘤合併骨骼轉移的病人之骨骼問題。 Denosumab是首个获得FDA批准的RANKL抑制剂。
2013年6月13日，FDA批准denosumab用於治療無法切除或切除手術將導致重大損傷之骨骼巨細胞腫瘤成年病人，以及骨骼已發育成熟的青少年病人。

### 欧洲
2009年12月17日，人類用藥品委員會（Committee for Medicinal Products for Human Use，CHMP）對地舒單抗治療女性停經後骨質疏鬆症，以及男性攝護腺癌的去除性激素治療後的骨質流失，表示正面意見。 Denosumab於2010年5月28日被歐洲委員會批准上市。